# Clepsis aerosana
Clepsis aerosana es una especie de polilla del género Clepsis, categorizada en la tribu Archipini, de la subfamilia Tortricinae.

## Distribución
Se distribuye por Rusia.

## Taxonomía
Fue descrita por Lederer en 1853 y publicada en (Tortrix), Verh. zool.-bot. Ges. Wien 3: 383.